# Pieter Boel

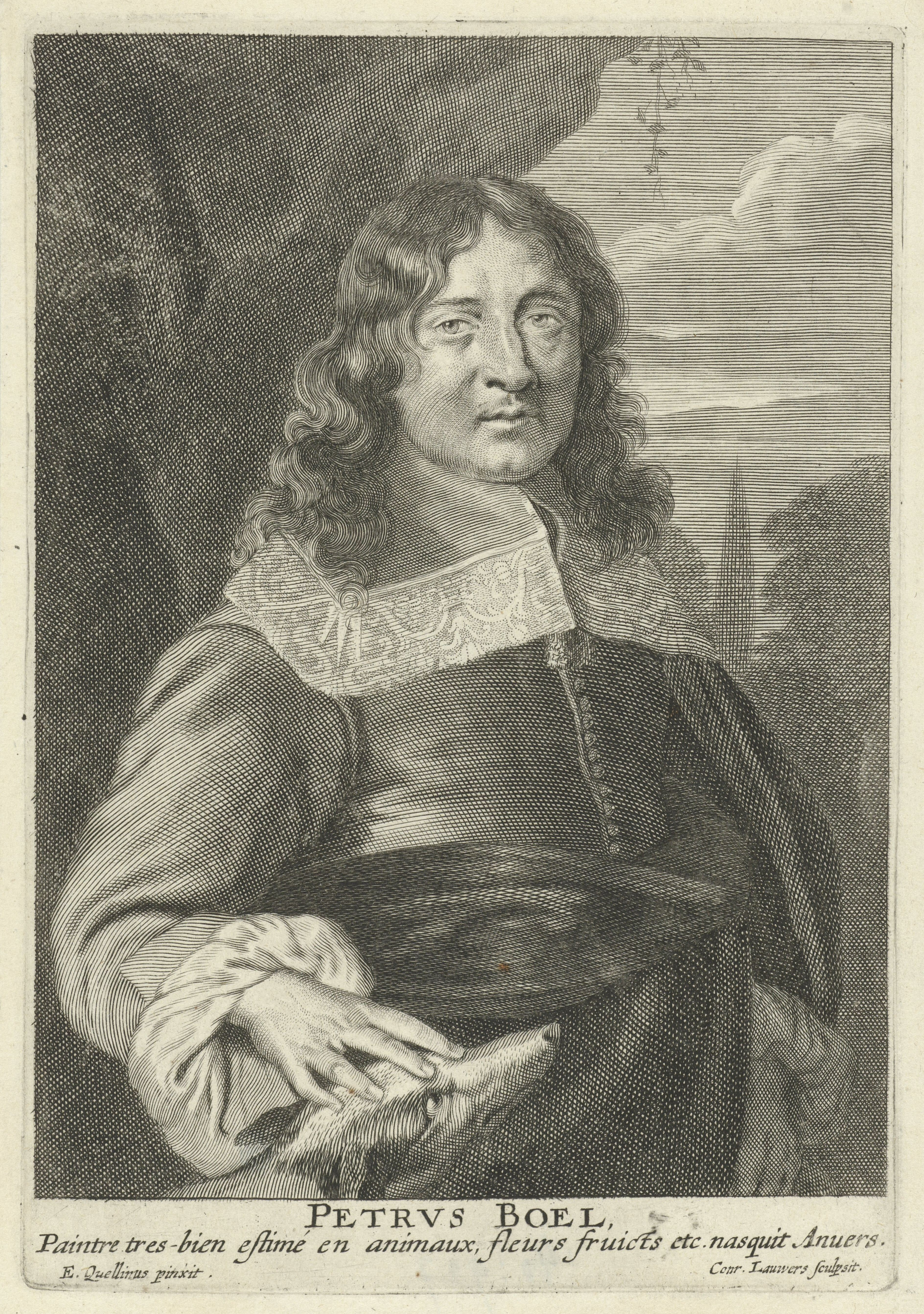
Pieter Boel in Het Gulden Cabinet

Pieter Boel oder Peeter Boel (* bis zum 10. Oktober oder am 22. Oktober 1622, oder 1623, 1626 oder 1625; † 1674 in Paris) war ein flämischer Maler, Grafiker und Entwerfer von Wandteppichen. Er spezialisierte sich auf üppige Stillleben und Tierbilder. Er zog nach Paris, wo er in der Gobelin-Manufaktur arbeitete und Maler des Königs wurde. Pieter Boel revolutionierte die Tiermalerei, indem er direkt von lebenden Tieren in natürlicher Umgebung arbeitete. So gelangte er zu Darstellungen von Tieren, die sie in ihren natürlichen, charakteristischen Posen zeigen. Er hatte viele Nachfolger in Frankreich.

## Geburt, Name und Herkunft
Boels Geburtstag wird unterschiedlich angegeben, meist im Zeitraum 1622 bis 1626. Verschiedentlich wird der 10. Oktober 1622 als sein Taufdatum angeführt. Außer Pieter und Peeter Boel wurde er auf seinem Lebensweg auch Pierre Boel, Pietro Boel, Pieter Bol, Pierre Boul, Pierre Boule genannt. Er selbst unterzeichnete als Peeter Boel and Petrus Boel.
Boel war Sohn von Jan Boel und Anna van der Straeten. Er entstammte einer Familie von Künstlern aus Antwerpen. Sein Großvater Jeroom war ein Maler, der 1620 als Meister in der Antwerpener Lukasgilde eingetragen wurde. Sein Vater Jan Boel war Kupferstecher, sein Bruder Quirin Boel der Jüngere war ebenfalls Kupferstecher. Nach dem Zeichenunterricht bei seinem Vater wurde er Schüler von Jan Fyt, der für gekonnt gemalte Landschaften und Tierporträts bekannt war.

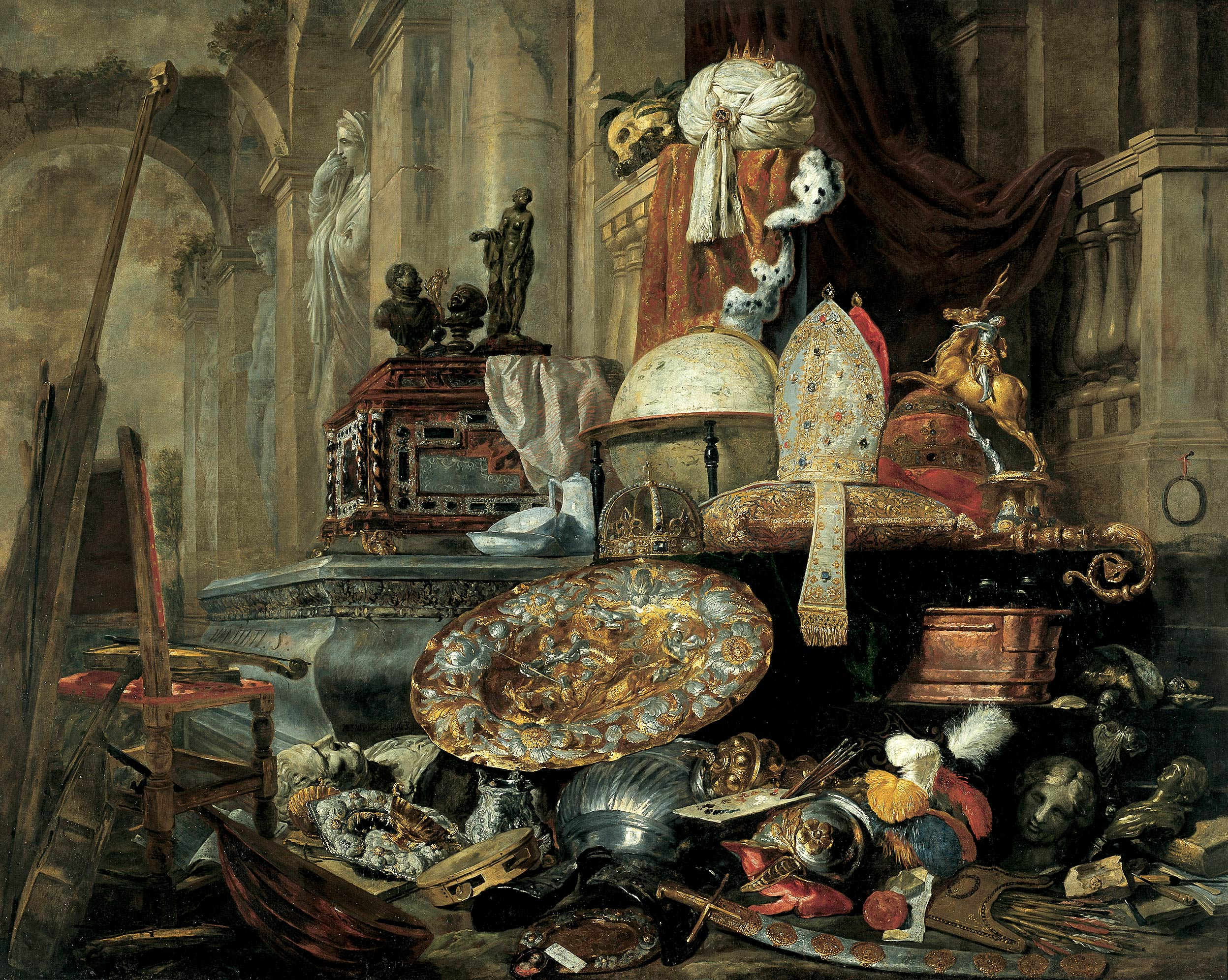
Allegorie der Eitelkeiten der Welt, 1663

## Leben
Es wird angenommen, dass er in den 1640er Jahren oder 1651 nach Italien reiste. Seine Reise führte ihn nach Genua und Rom. In Genua wohnte er bei seinem Antwerpener Malerkollegen und Kunsthändler Cornelis de Wael, der dort lange Zeit ansässig war. De Wael spielte eine entscheidende Rolle den in Genua ankommenden flämischen Künstlern eine Arbeitsmöglichkeit zu geben. Er half auch Boel in Italien Fuß zu fassen. Boel heiratete später, nach seiner Rückkehr nach Antwerpen eine Nichte von de Wael.
Seine Reise führte ihn nach Genua und Rom. In Genua wohnte er bei seinem Antwerpener Malerkollegen und Kunsthändler Cornelis de Wael, der dort lange Zeit ansässig war. De Wael spielte eine entscheidende Rolle den in Genua ankommenden flämischen Künstlern eine Arbeitsmöglichkeit zu geben. Er half auch Boel in Italien Fuß zu fassen. Boel heiratete später, nach seiner Rückkehr nach Antwerpen eine Nichte von de Wael.
Nach seiner Rückkehr nach Flandern wurde Boel um 1650 eingetragen in der Lukasgilde als ein Weinmeister (ein Titel, der für die Kinder der Mitglieder der Gilde reserviert  wurde).  Er heiratete Maria Blanckaert, Tochter des Malers Jan Blanckaert. Die Mutter seiner Frau war eine Schwester der Maler und Kunsthändler Cornelis de Wael (den er aus Genua kannte) und Lucas de Wael. Zwei der Söhne des Paares, Jan Baptist Boel der Jüngere und Balthasar-Lucas Boel, wurden Künstler.

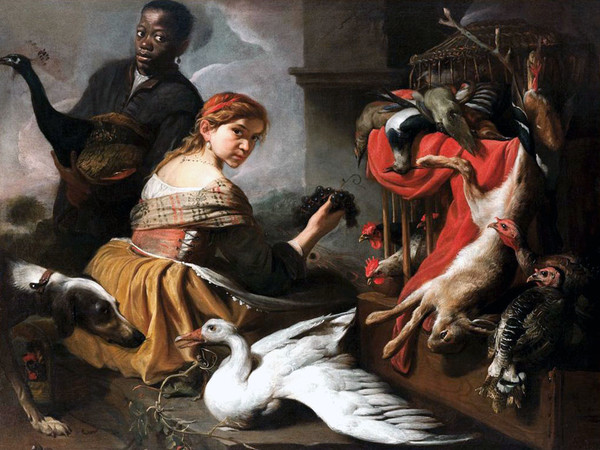
Mohr mit Pfau, junge Frau mit Trauben und totem Wild

Nach 1668 reiste er nach Paris, wo er zu der Gruppe flämischer Künstler gehörte, die sich um Charles Le Brun versammelt hatten und im Hôtel Royal des Gobelins residierten. Er arbeitete in der Werkstatt Charles Le Bruns an seinem ersten Wandgemälde. Der Hofmaler (Premier peintre du roi) Charles Le Brun war mit der Gobelin-Manufaktur, den 1663 geschaffenen königlichen Wandteppichen sowie der Ausschmückung der verschiedenen Neubauten für den König beauftragt worden.  Um diese Projekte zu realisieren, umgab Le Brun sich mit einer großen Gruppe von Künstlern, darunter eine Reihe flämischer Künstler wie der Bildhauer Gerard van Opstal und die Maler Adam Frans van der Meulen, Abraham Genoels, Adriaen Frans Boudewijns und Peter van Boucle. Als Bewohner des Hôtel Royal des Gobelins konnte Boel seine Kunst ausüben, ohne sich bei der örtlichen Lukasgilde oder der Académie royale de peinture et de sculpture anmelden zu müssen. Dreimal taucht sein Name in den Comptes des Bâtiments du Roi (Rechnungen der königlichen Bauten) auf, unter anderem für die Bereitstellung von Entwürfen für die Gobelin-Manufaktur. Boel war eng mit zwei flämischen Künstlern verwandt, die ebenfalls bei den Gobelins lebten: Adam Frans van der Meulen und Gerard Scotin, ein Kupferstecher. Im Jahr 1671 war er Trauzeuge bei der Hochzeit von Scotin. Van der Meulens Frau war die zweite Zeugin. Scotin stach eine Reihe von Boels Entwürfen von Tieren und war möglicherweise auch der Herausgeber von Stichen, die Boel selbst anfertigte.
1674 wurde Boel zum Hofmaler König Ludwig XIV. ernannt, starb aber im September desselben Jahres. Als „peintre ordinaire“ (gewöhnlicher Maler) des Königs erhielt Boel den Auftrag, „Gemälde verschiedener Tiere für die Wandteppiche der Gobelin-Manufaktur“ zu schaffen. Er starb am 3. September 1674 desselben Jahres. Adam Frans van der Meulen war Zeuge bei der Beerdigungshandlung.
Boel war der Lehrer seiner Söhne und David de Koninck.

## Arbeiten

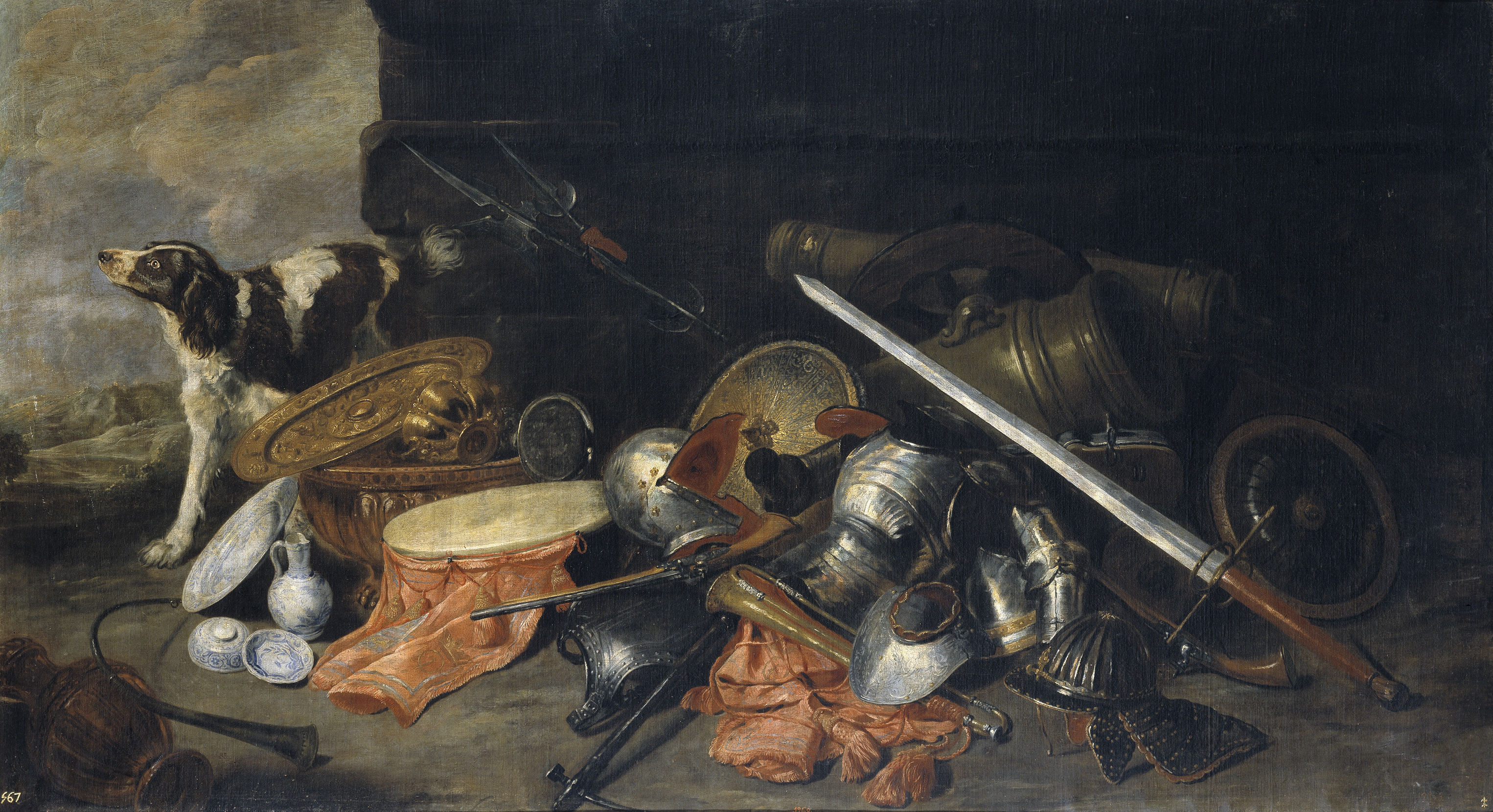
Waffen und Kriegsgeräte

Er malte Stillleben, besonders Blumenmotive, Jagdstillleben, Tier- und Fischstillleben, Vanitas-Gemälde und Stillleben mit Waffen sowie Landschaften. Die meisten seiner Werke sind undatiert, darum ist es schwer, eine Chronologie der Entstehung zu erstellen. Er folgte jedoch zeitlebens dem Stil seines Lehrers Jan Fyt.   Boel erreichte eine sehr hohe Qualität in seinem Werk. Es wird vermutet, dass bei einer Reihe seiner Kompositionen die Signatur entfernt wurde, damit sie als Werke von Frans Snyders oder seines Lehrers Jan Fyt durchgehen konnten. Erst kürzlich wurde eine Reihe von Stillleben in Museen, die früher Fyt zugeschrieben wurden, wieder Pieter Boel zugeschrieben.
Boel folgt weitgehend dem Stil seines Lehrers Jan Fyt, insbesondere in seinen kleineren Kompositionen, die einen Hasen oder einige Vögel in freier Natur zeigen. Boels Kompositionen unterscheiden sich von Fyts Werken durch ihre Zurückhaltung und die glattere und kontrolliertere Handhabung der Farbe. Auch seine Farbpalette unterscheidet sich von der Fyts durch die Vorliebe für Akzente in Blau, Rot und Rosa.

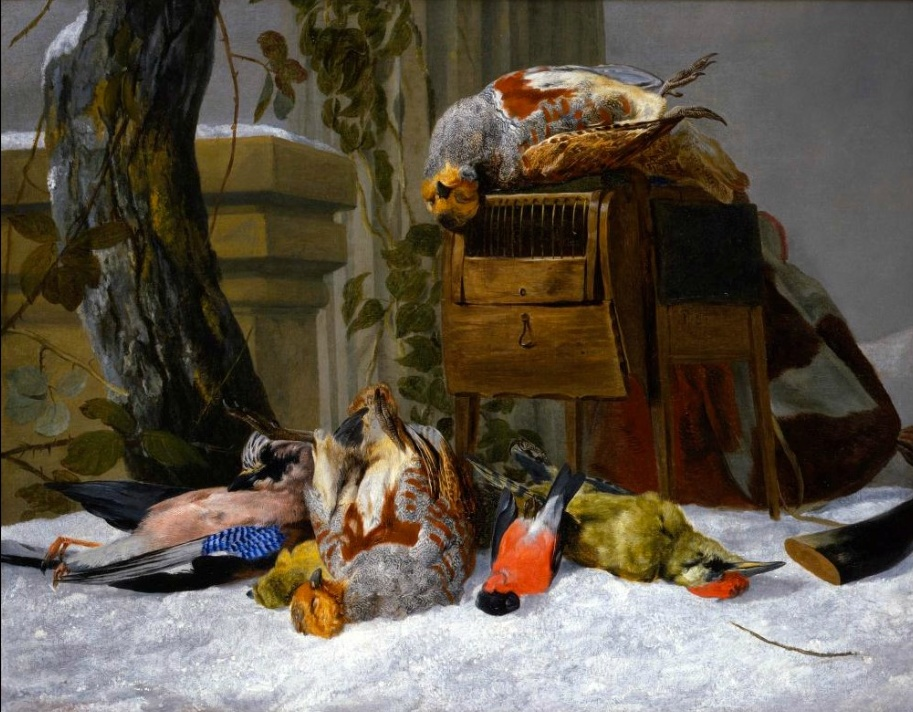
Stilleben mit totem Wild und Singvögeln im Schnee

Während seines Aufenthalts in Italien lernte Boel die Arbeiten des Genueser Künstlers Giovanni Benedetto Castiglione und des Stilllebenmalers Giuseppe Recco kennen. Von diesen italienischen Meistern lernte er, die dramatische Wirkung seiner Gemälde durch die Betonung der Schatten zu steigern. Er verwendete auch rote Vorhänge im Hintergrund, ein barockes Element par excellence, um die Atmosphäre seiner Kompositionen zu verstärken.
Es ist bekannt, dass Boel mit seinen Antwerpener Künstlerkollegen Erasmus Quellinus II und Jacob Jordaens zusammenarbeitete, die die menschlichen Figuren in seinen Kompositionen malten.[11] Umgekehrt fügte er auch Stilllebenelemente in die Werke anderer Künstler ein. Dies soll bei dem Porträt der Familie van de Werve (um 1661, versteigert bei Sotheby’s am 7. Juli 2005, London, Los 10) der Fall sein, bei dem Boel das Stillleben auf der linken Seite und den Papagei in dem vom Antwerpener Maler Pieter Thijs gemalten Porträt hinzugefügt haben soll.
Boel war ein Meister der großformatigen Vanitas-Gemälde, die eine Fülle von Früchten, Blumen, Wild und kostbaren Gegenständen darstellen. Sein Meisterwerk in diesem Genre ist das Vanitas-Stillleben im Palais des Beaux-Arts de Lille.

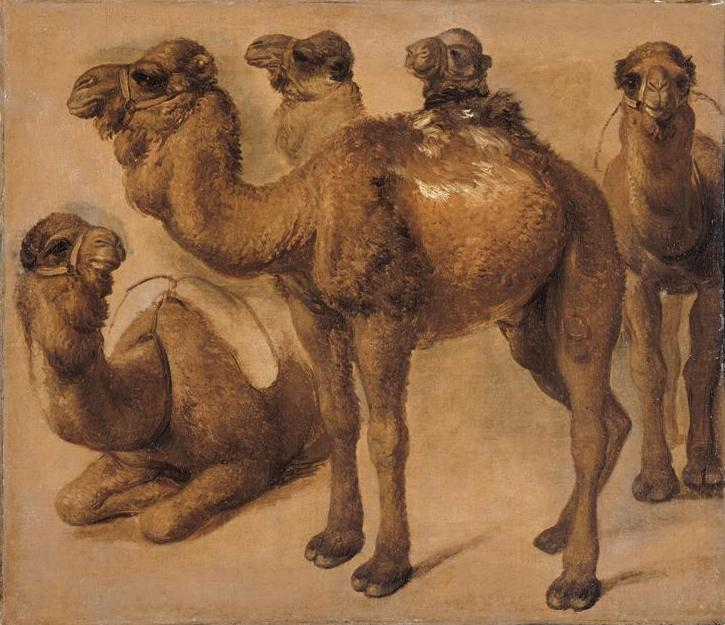
Studie von Kamelen

Über Pieter Boel wird gesagt, er habe die Tiermalerei revolutioniert, weil er sich nicht wie andere Künstler mit ausgestopften Tieren zufriedengab, sondern sich in die Menagerie von Schloss Versailles begab, um dort Tiere in natürlichen Posen zu studieren. Sein Naturalismus inspirierte eine Epoche lang andere Künstler, die sich der Tierdarstellung verschrieben hatten, wie den Maler Jean-Baptiste Oudry oder den Bildhauer Antoine-Louis Barye.
Seine Tierstudien wurden auch im Vordergrund eines großen Wandteppichs in Versailles benutzt, der als die Monate oder Die Königshäuser bekannt ist. Jeder der Wandteppiche stellt eine andere königliche Residenz dar. Im Bewusstsein des Wertes von Boels Tierrepertoire bewahrte die Werkstatt der Gobelins den gesamten Satz von Boels gemalten und gezeichneten Studien auf, insgesamt 81 Stück. Sie stellen Säugetiere, Vögel, eine Schildkröte, einen Hummer und eine Eidechse dar. Sie sind vor einem roten oder rosa Hintergrund gemalt. Er malte das Fell, das Gefieder, die Pfoten und die Augen der Tiere mit einem freien Pinsel. Das gleiche Tier ist in einigen Studien in verschiedenen Positionen dargestellt. Die Tierarten werden in die Studien gemischt, aber es ist selten, dass pelzige Tiere und Tiere mit Gefieder in der gleichen Studie enthalten sind. Der französische Maler François Desportes kopierte mehrere seiner Bilder, weshalb man glaubte, dass die Originalzeichnungen von Desportes stammen. Erst nachdem bestätigt wurde, dass die Originale von Boel stammten, wurde Boels Ruf als Tiermaler wiederhergestellt. Die Entdeckung der Vorlagen führte zu einer neuen Sicht auf die Wirkung Boels als Tiermaler in seiner Zeit.